# Altia Oyj
Altia est une société de commercialisation de boissons alcoolisées cotée en bourse d'Helsinki en Finlande.

## Présentation
Altia fabrique, commercialise, importe et exporte ses propres boissons alcoolisées dans les pays nordiques et baltes et fabrique de l'éthanol, de l'amidon d'orge et des aliments pour l'industrie.

## Historique
En 2013, le groupe Altia acquiert du groupe Rémy Cointreau les « cognacs Larsen ».

## Distilleries
Altia possède des distilleries:
- Koskenkorva (fi) à Ilmajoki,
- Rajamäki (en) à Nurmijärvi,
- Tabasalu près de Tallinn.

### Produits
Les produits les plus connus d'Altia sont entre autres en Finlande les vodkas Koskenkorva, Finlandia, Sisuviina et Jaloviina.
En Suède Explorer Vodka, O.P. Anderson, Grönstedts Cognac, le glög Blossa et les vins Chill Out.
Au Danemark, le plus connu est le bitter 1 Enkelt, en Estonie la Vodka Saaremaa, le Cognac Renault et Xanté-premium.

## Actionnaires
Au 30 septembre 2019, les cinq principaux actionnaires d'Altia étaient les suivants:
1. Valtion kehitysyhtiö Vake Oy, 36,24 %
2. Keskinäinen työeläkevakuutusyhtiö Varma, 4,29 %
3. Keskinäinen Eläkevakuutusyhtiö Ilmarinen, 2,69 %
4. OP-Finlande Fonds de petites capitalisations, 1,55 %
5. Eläkevakuutusosakeyhtiö Veritas, 1,16 %